# James Harrison Oliver
James Harrison Oliver, ameriški admiral, * 1857, † 6. april 1928.
Oliver je bil kontraadmiral Vojne mornarice ZDA in guverner Ameriških Deviških otokov med letoma 1917 in 1919.